# Hymenophyllum plicatum
Hymenophyllum plicatum là một loài thực vật có mạch trong họ Hymenophyllaceae. Loài này được Kaulf. miêu tả khoa học đầu tiên.